# Rumänische Fußballnationalmannschaft (U-17-Juniorinnen)
Die rumänische U-17-Fußballnationalmannschaft der Frauen repräsentiert Rumänien im internationalen Frauenfußball. Die Nationalmannschaft untersteht der Federația Română de Fotbal und wird seit 2022 von Massimo Pedrazzini trainiert.
Die Mannschaft nimmt seit 2008 an der Qualifikation zur U-17-Europameisterschaft für Rumänien teil. Zwar erreichte das Team immer wieder die zweite Qualifikationsrunde, konnte sich bislang jedoch nie für eine EM-Endrunde qualifizieren. Im Jahr 2022 stieg die rumänische U-17-Auswahl im neuen Qualifikationssystem als letztplatzierte Mannschaft ihrer Gruppe in Liga B ab.

## Turnierbilanz

### Weltmeisterschaft
| Jahr   | Gastgeber           | Platzierung        |
| ------ | ------------------- | ------------------ |
| 2008   | Neuseeland          | nicht teilgenommen |
| 2010   | Trinidad und Tobago | nicht qualifiziert |
| 2012   | Aserbaidschan       | nicht qualifiziert |
| 2014   | Costa Rica          | nicht qualifiziert |
| 2016   | Jordanien           | nicht qualifiziert |
| 2018   | Uruguay             | nicht qualifiziert |
| 2021 1 | Indien 1            | – 1                |
| 2022   | Indien              | nicht qualifiziert |

### Europameisterschaft
| Jahr   | Gastgeber               | Platzierung                                  |
| ------ | ----------------------- | -------------------------------------------- |
| 2008   | Schweiz                 | nicht teilgenommen                           |
| 2009   | Schweiz                 | 1. Qualifikationsrunde                       |
| 2010   | Schweiz                 | 1. Qualifikationsrunde                       |
| 2011   | Schweiz                 | 1. Qualifikationsrunde                       |
| 2012   | Schweiz                 | 1. Qualifikationsrunde                       |
| 2013   | Schweiz                 | 1. Qualifikationsrunde                       |
| 2014   | England                 | 2. Qualifikationsrunde                       |
| 2015   | Island                  | 2. Qualifikationsrunde                       |
| 2016   | Belarus                 | 1. Qualifikationsrunde                       |
| 2017   | Tschechien              | 1. Qualifikationsrunde                       |
| 2018   | Litauen                 | 2. Qualifikationsrunde                       |
| 2019   | Bulgarien               | 1. Qualifikationsrunde                       |
| 2020 2 | Schweden 2              | – 2                                          |
| 2021 2 | Färöer 2                | – 2                                          |
| 2022   | Bosnien und Herzegowina | Liga A 3                                     |
| 2023   | Estland                 | Liga A (nicht qualifiziert für die Endrunde) |